# ثم تشرق الشمس
ثم تشرق الشمس هي أول رواية مهمة لإرنست همنجواي (21 يوليو 1899—2 يوليو 1961) نشرت في عام 1926. وتدور قصة الرواية حول مجموعة من المغتربين الأمريكيين وأفراد بريطانيين في أوروبا القارية خلال العشرينات من القرن العشرين. عنوان الرواية الذي اختاره همنجواي بناء على توصية من ناشره مقتبس من سفر الجامعة (1:05) «والشمس تشرق والشمس تغرب وتسرع إلى موضعها حيث تشرق.» ترجمها سمير عزت نصار إلى اللغة العربية عن دار النسر للنشر والتوزيع.
جعلت الرواية همنجواي مشهورًا، وألهمت الشابات في أنحاء أمريكا أن يتخذن قصات الشعر القصيرة ويرتدين السترات مثل بريت ويتصرفن مثلها، وكذلك غيرت الرواية أسلوب الكتابة التي يمكن أن تجده في أي مجلة أمريكية نشرت خلال العشرون سنة المقبلة.لاوأضافت مجلة التايم الرواية في قائمتها لأفضل الروايات باللغة الإنجليزية في الفترة الممتدة من عام 1923 إلى عام 2005. أرنست همنجواي فاز بجائزة نويل للآداب سنة 1945

## الشخصيات
تتبع الرواية حياة مجموعة من الأشخاص الذين عاشوا في فترة ما بعد الحرب العالمية الأولى في أوروبا. الشخصيات الرئيسية في الرواية تشمل:
1. جيك بارنس: الراوي الرئيسي في الرواية، وهو صحفي أمريكي يعيش في باريس. جيك هو شخصية معقدة، يعاني من جروح نفسية وجسدية جراء الحرب، ويفكر في الحب والخسارة، وهو يواجه العديد من التحديات في علاقاته.
2. بريتيش: هي حب جيك الحقيقي والمستعصي. بريتيش هي شخصية محورية في الرواية، وهي امرأة جميلة ومعقدة، ولكنها تعاني من مشاعر عدم الاستقرار العاطفي. تحاول العثور على معنى لحياتها وسط الفوضى التي تعيشها.
3. روبرت ك. كون: شخصية أخرى محورية، هو أميركي مدمن على الخمر وكان زميلًا لجيك في الحرب. يتسم كون بالحزن العميق ويعاني من مشاعر العزلة.
4. ميك: شخصية تُعتبر من ضمن مجموعة الأصدقاء، وهو مراسل صحفي وصديق مقرب لجيك.
5. ديريل: شخصية أخرى في الرواية، هو شخصية معقدة تعكس التوترات النفسية في فترة ما بعد الحرب.

## الملخص

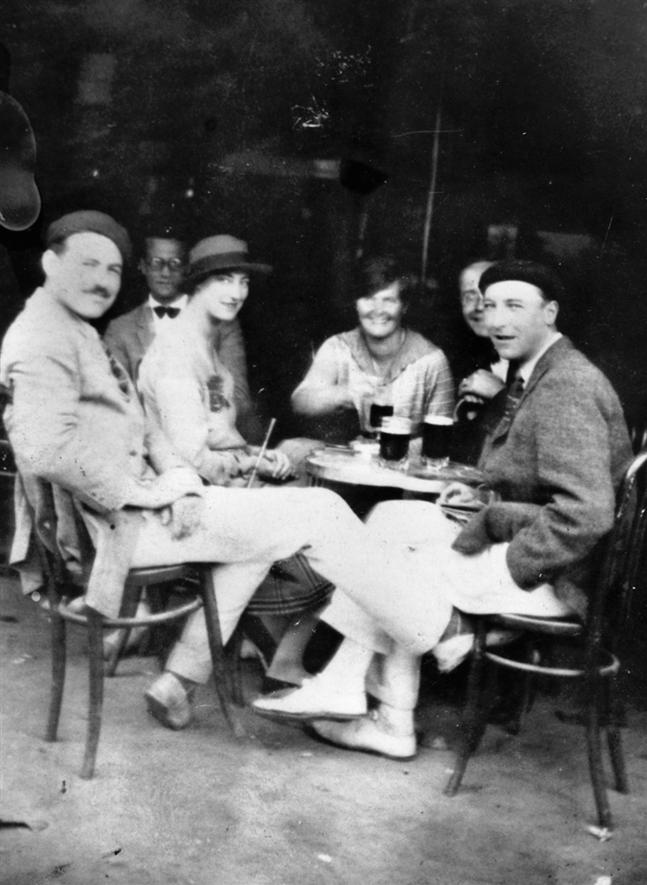
إرنست همينغوي مع الليدي داف تويسدن، هادلي، وأصدقائهم، خلال رحلة يوليو 1925 إلى إسبانيا التي ألهمته كتابة رواية ثم تشرق الشمس.

راوي الرواية جاك بارنز هو صحفي مغترب يعيش في باريس. بارنز عاجز بسبب إصابة تلقاها في الحرب مع أن طبيعة جرحه لم تذكر أبدًا بصراحة. ويحب جاك بريت آشلي المتزوجة مرتين ولديها العديد من العلاقات العاطفية منذ الحرب. تقع أحداث الكتاب الأول من الرواية في باريس، حيث يلعب جاك التنس مع صديقه روبرت كون، ويصطحب فتاة ليل في مشهد واحد، ثم يرحل من النادي في سيارة الأجرة مع بريت.
ويصل بيل جروتون في الكتاب الثاني من نيويورك لينظم إلى جاك، وكذلك يقدم مايكل كامبل خطيب بريت من اسكتلندا. يسافر جاك وجروتون إلى بنبلونة بالقطار، ويقابلون كون شمال بنبلونة للقيام برحلة الصيد المخطط لها، لكن كون يترك أصدقائه ليقابل بريت في ينبلونة، وتبدأ غيرة جاك من كون على الرغم من استمتاعه وجروتون بخمسة أيام من الصيد بهدوء. يجتمع شمل المجموعة عندما يصلون إلى بنبلونة ويبدأون بالإفراط بشرب الخمر. يرغب كون بهجر المجموعة، لكنه في نفس الوقت يرغب في البقاء مع بريت. عندما يبدأ الاحتفال اليوم التالي تقضي المجموعة جل الوقت في الشرب والأكل والجري مع الثيران ومشاهدة المشاجرات. ويُعرف جاك بريت بمصارع ثيران ويظهر على اثر هذا التعارف التوتر بين الرجال ويشعر كلًا من كامبل وجاك وكون بالغيرة من مصارع الثيران هذا. ويتعارك كون مع الرجال الآخرين وحتى مع روميرو مصارع الثيران الشاب.
يصور الكتاب الثالث من الرواية ما حدث بعد المهرجان.يغادر الجميع بنبلونة بعد أن يصحوا من سكرهم. يرجع جروتون إلى باريس، ويبقى كمبل في بايون ويذهب جاك إلى سان سبيستان. يتلقى جاك برقية من بريت الموجودة في باريس تطلب منه أن ينظم إليها لأنها في مأزق. يجد جاك بريت وحيدة من دون روميرو في مدريد وتخبره أنها قررت أن تستقر مع كمبل. وتُستكمل الرواية لتنتهي بجاك وبريت يتحدثان في المقعد الخلفي لسيارة الأجرة عن ما كان ممكن أن تكون عليه الأمور.

## الأفكار الأساسية
تحتوي الرواية على الكثير من العواطف المكبوتة والقيم المدفونة. ويمثل المغتربين السائمين الذين لا هدف لهم المجتمع المفتقد التفاؤل والصفاء بعد الحرب. نادرًا ما يناقش شخصيات الرواية موضوع الحرب بصراحة، لكن يُلمح إلى أثرها من خلال عجز جاك وإصابة الحرب، وتصرفات الشخصيات الأخرى التي يصفها كارلوس بيكر بالتخبط بين الضجر وشرب الكحول. وتأثر الحرب أيضًا بالطريقة التي يتعامل بها الشخصيات مع نفسهم ومجتمع ما بعد الحرب. واسُتخلصت أفكار الرواية من الأحداث خلف الاقتباس الأنجيلي الذي تستفتح به الرواية: «دور يمضي ودور يجيء والأرض قائمة إلى الأبد.»

## تاريخ
ذهب همنجواي في يوليو من عام 1925 إلى مهرجان سان فيرين في بنبلونة، وكانت هذه ثالث زيارة له للمهرجان ومصدر إلهامه لكتابة ثم تشرق الشمس. انضم له ولزوجته هادلي في تلك السنة مجموعة من المغتربين منهم صديقه هارلد لويب والسيدة دوف تويسدين التي كانت مبعدة من زوجها. ظهر فيما بعد توتر بين المجموعة حين أعجب همنجواي بالسيدة دوف، وشعر بالغيرة عندما علم أنها أمضت أسبوع مع لويب في فرنسا، وتجادل لويب مع أحد أفراد المجموعة بسبب المال، وكاد أن يتعارك بالأيدي مع همنجواي. استوحى همنجواي على خلاف هذه الأحداث روايته وقرر أن يكتبها بعد انتهاء المهرجان فورًا. وأتم همنجواي المسودة في سبتمبر بعد ستة أسابيع من بداية كتابة الرواية.

## النقد الأدبي
تُلخص الرواية حياة جيل المغتربين بعد الحرب للأجيال المقبلة. ويمزج همنجواي باريس في إسبانيا في الرواية، فيصور بوضوح الثيران تركض في بنبلونة ويصور حلبة صراع الثيران كالمكان الذي يواجه فيه الموت، ويخلط إثارة المهرجان بهدوء الطبيعة الخلابة في إسبانيا. وتعتبر هذه الرواية عمومًا من أفضل روايات همنجواي إلى جانب وداعا للسلاح ولمن تقرع الأجراس. ونشرت النيويورك تايمز في 31 أكتوبر 1926 مراجعة للرواية وتضمنت هذا المديح:
«لا يمكن لأي قدر من التحليل أن يبين قيمة هذه الرواية. إنها قصة أخاذة حقًا، ومحكية بأسلوب مرهف وقوي مما يضع الكثير من الأعمال الأدبية الإنجليزية في موقف حرج. لا تقتصر قدرة همنجواي على جعل الكلمات محددة فقط، بل يتعدى ذلك إلى قدرة تنظيم مجموعة من الكلمات لتفصح عن أكثر مما تبديه منفردة. كتابته رائعة ومليئة بالحركة الجسدية التي تعطي صورة أكثر تأثيرًا وإقناعًا للشخصيات.»
وتعتبر الرواية بداية جديدة في الاقتصاد في استخدام اللغة لخلق الأجواء والحوارات، وانتقد العديد من النقاد فور صدور الرواية تركيزها على شخصيات فاجرة لا هدف لها، ولكنها لاقت اهتمامًا كبيرًا من جهة الشباب، واكتسبت الرواية منذ ذلك الحين إقرارًا عام من قبل الجميع باعتبارها من أفضل روايات العصر الحديث.
بالرغم من أن معظم النقاد يأخذون شخصيات الرواية على محمل الجد، إلا أن بعضهم يعتقد أن الرواية ساخرة في تمثيلها للعلاقات العاطفية حيث تُظهر الخصمان في الرواية جاك وكون يتنافسان على كسب ود بريت التي لا تستحق المديح الساذج الذي يغدقه بها جاك سرًا وكون علانية. قد يكون هذا صحيحًا حيث نعلم أن جميع كتابات همنجواي تسخر من البشر ونقاط الضعف والنقص فيهم، وكذلك يُعرف عنه أنه في حالة فزع من حالة البشر إلى درجة أنه لا يستطيع أن يصورهم بجدية، ودائمًا ما تكون ظروف شخصياته مثيرة للشفقة لدرجة أبعد ما يكون الأمر فيها إلى مجرد السخرية البسيطة.
بالرغم من قلة التوافق بين نقاد الرواية إلا أنهم يناقشون موضوع الجنسين بجدية. يعتقد بعض النقاد أن تصوير بريت كامرأة متحررة هو أمر جوهري لكثرة علاقاتها العاطفية طوال الرواية، وبهذا رأوا أن همنجواي يرى في المرأة القوية داعي للمشكل خاصة للرجال الذين يسطرون على الرواية. قراءة شخصية بريت كامرأة قوية ومتحررة هو أمر قابل للنقاش بحد ذاته إذ أنها تبدو غير قادرة على العيش بدون علاقة عاطفية، فهي مطلقة مرتين وتقيم علاقات عاطفية مع كل رجل تقابله تقريبًا، وهذا يشير إلى رغبة غير محققة بالضرورة في الحصول على الأمن بدلًا من الاستقلال عن الرجال. وفي هذه القراءة لشخصيتها تبدو بريت ضحية الحرب ودمار الأعراف الاجتماعية بقدر الرجال في الرواية.
ولقد تم توجيه الانتقاد إلى همنجواي أيضًا بسبب شخصية روبرت كون الذي يمثل رجل يهودي غالبًا ما يكون موضع سخرية أقرانه. رغم أن بعض النقاد فسروا هذا كتصرف معادي للسلمية إلا أن المدافعين عن الكتاب قالوا أنه قام بتصوير كون بطريقة متعاطفة، وأن السخرية منه كانت بسبب فشله في المشاركة في الحرب وليس بسبب دينه. ومما يثير الاهتمام ما يُذكر عن همنجواي قوله أن كون هو بطل الرواية، وأن هارولد لويب الكاتب اليهودي الذي استوحى منه شخصية كون قد دافع عن همنجواي حينما وجهت إليه اتهامات بمعاداته للسامية.

## تاريخ النشر

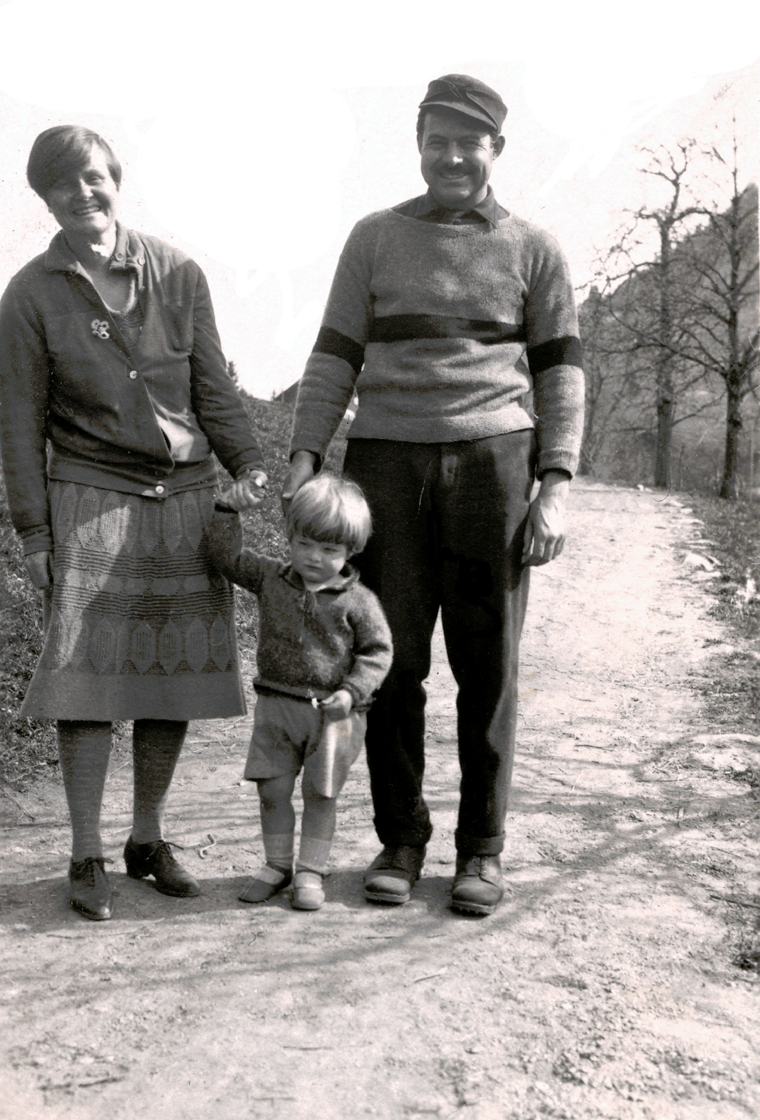
أمضى همنغواي شهر ديسمبر من عام 1925 في شرونز النمسا مع هادلي وجاك. وفي تلك الفترة كتب كتاب "سيول الربيع".

تمكن همنغواي من إقناع دار نشره "بوني آند ليفرايت" بإنهاء عقدها معه حتى تتمكن دار نشر "سكريبنر" من نشر رواية "ثم تشرق الشمس". في ديسمبر 1925 كتب بسرعة رواية "سيول الربيع" وهي رواية ساخرة تحاكي رواية "الضحك المظلم" لشيروود أندرسون وأرسلها إلى بوني وليفرايت. وكان عقده معهم المكون من ثلاثة كتب يتضمن بند إنهاء في حالة رفضهم لأي عرض. لم تسعد شركة بوني وليفرايت بالسخرية الموجهة إلى أحد مؤلفيها الأكثر مبيعًا فرفضتها على الفور وأنهت العقد. في غضون أسابيع وقع همنغواي عقدًا مع شركة سكريبنر التي وافقت على نشر كتاب "سيول الربيع" وجميع أعماله اللاحقة.
نشرت دار سكريبنر الرواية في 22 أكتوبر 1926. تكونت طبعته الأولى من 5090 نسخة وبيعت بسعر 2.00 دولار للنسخة. صمم كليو داميانايكس غلاف الكتاب بتصميم هيلنستي لامرأة جالسة ترتدي رداءً رأسها منحني على كتفها وعيناها مغلقتان وتحمل تفاحة في يدها وكتفيها وفخذها مكشوفين. كان المحرر ماكسويل بيركنز يهدف من تصميم "كليون المثير والمحترم" إلى جذب "القارئات الإناث اللاتي يتحكمن في مصائر العديد من الروايات".
وبعد شهرين صدرت الطبعة الثانية من الكتاب وبيعت منه 7000 نسخة. صدرت أوامر بطبعات لاحقة وبحلول عام 1928 بعد نشر مجموعة القصص القصيرة لهمنغواي "رجال بلا نساء" كانت الرواية في طبعتها الثامنة. في عام 1927 نُشرت الرواية في المملكة المتحدة بواسطة جوناثان كيب بعنوان فييستا بدون الشعارين. بعد عقدين من الزمن في عام 1947 أصدرت شركة سكريبنر ثلاثة من أعمال همنغواي في مجموعة مجمعة بما في ذلك ثم تشرق الشمس وداعًا للسلاح ولمن تقرع الأجراس.
بحلول عام 1983 كانت رواية "ثم تشرق الشمس" قد ظلت تُطبع بشكل مستمر منذ نشرها في عام 1926 ومن المرجح أنها كانت واحدة من أكثر العناوين المترجمة في العالم. في ذلك الوقت بدأت شركة سكريبنر في طباعة كتب ورقية رخيصة الثمن موجهة للسوق العام بالإضافة إلى الكتب الورقية التجارية الأكثر تكلفة والتي كانت تُطبع بالفعل. في تسعينيات القرن العشرين أُطلق على الإصدارات البريطانية عنوان "فييستا : ثم تشرق الشمس". في عام 2006 بدأت شركة سايمون وشوستر في إنتاج إصدارات الكتب الصوتية لروايات همنغواي بما في ذلك رواية ثم تشرق الشمس. في مايو 2016 نشرت دار سايمون وشوستر طبعة جديدة من "مكتبة همنغواي" بما في ذلك المسودات المبكرة والمقاطع التي حذفت من المسودة النهائية والعناوين البديلة للكتاب والتي تساعد في شرح رحلة المؤلف لإنتاج النسخة النهائية من العمل.

## المواضيع والتحليل

### باريس والجيل الضائع

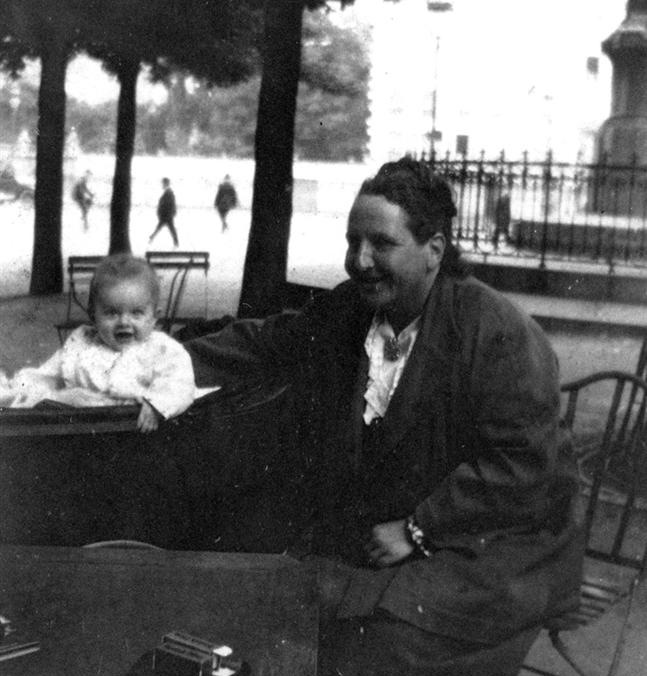
جيرترود شتاين في عام 1924 مع ابن همنغواي جاك. لقد صاغت عبارة " الجيل الضائع ".

الكتاب الأول من رواية "ثم تشرق الشمس" تدور أحداثه في باريس في منتصف عشرينيات القرن العشرين. انجذب الأميركيون إلى باريس في عشرينيات القرن العشرين بسبب سعر الصرف المواتي حيث كان يعيش هناك ما يصل إلى 200 ألف من المغتربين الناطقين باللغة الإنجليزية. ذكرت صحيفة باريس تريبيون في عام 1925 أن باريس لديها مستشفى أمريكي ومكتبة أمريكية وغرفة تجارة أمريكية. كان العديد من الكتاب الأميركيين يشعرون بخيبة أمل تجاه الولايات المتحدة حيث وجدوا فيها قدراً أقل من الحرية الفنية مقارنة بأوروبا. (على سبيل المثال كان همنغواي في باريس خلال الفترة التي تم فيها حظر رواية يوليسيس التي كتبها صديقه جيمس جويس وحرقها في نيويورك.)
تظهر موضوعات رواية ثم تشرق الشمس في شعاريها. الأول هو إشارة إلى " الجيل الضائع " وهو مصطلح صاغته جيرترود شتاين للإشارة إلى جيل ما بعد الحرب أما النقش الآخر فهو اقتباس طويل من سفر الجامعة : "جيل يمضي وجيل يأتي والأرض باقية إلى الأبد. تشرق الشمس أيضًا وتغرب وتعود مسرعة إلى حيث أشرقت." أخبر همنغواي محرره ماكس بيركنز أن الكتاب لم يكن عن جيل ضائع بل عن "الأرض باقية إلى الأبد". ورأى أن شخصيات " ثم تشرق الشمس " ربما تكون قد "تعرضت للضرب" لكنها لم تُفقَد.
يكتب الباحث في أعمال همنغواي فاغنر مارتن أن همنغواي أراد أن يكون الكتاب عن الأخلاق الأمر الذي أكد عليه من خلال تغيير عنوان العمل من "فييستا" إلى "ثم تشرق الشمس". يزعم فاغنر مارتن أن الكتاب يمكن قراءته إما كرواية عن المغتربين المللين أو كقصة أخلاقية عن بطل يبحث عن النزاهة في عالم غير أخلاقي. قبل أشهر من مغادرة همنغواي إلى بامبلونا كانت الصحافة تصور الحي اللاتيني الباريسي حيث كان يعيش على أنه حي فاسد ومنحط. بدأ في كتابة قصة مصارع ثيران فاسد تحت تأثير حشد الحي اللاتيني ثم قام بتوسيعها إلى رواية عن جيك بارنز المعرض لخطر الفساد على يد المغتربين الأثرياء وغير الأصليين.

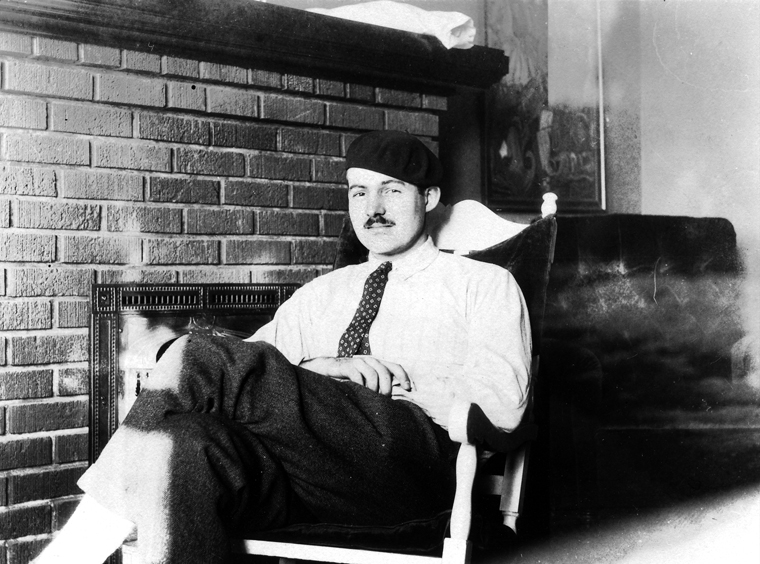
همنغواي في منزله في شقته على الضفة اليسرى باريس 1924

تشكل الشخصيات مجموعة تتشارك في معايير مماثلة وكل منها تتأثر بشكل كبير بالحرب. نجح همنغواي في التقاط قلق العصر وتجاوز قصة حب بريت وجيك مع أنهما يمثلان تلك الفترة : بريت محروم من الطمأنينة والحب وجيك مشوه جنسياً. إن جرحه يرمز إلى إعاقة العصر وخيبة الأمل والإحباط الذي يشعر به جيل بأكمله.
ظن همنغواي أنه فقد الاتصال بالقيم الأمريكية أثناء إقامته في باريس لكن كاتب سيرته الذاتية مايكل إس. رينولدز يدعي العكس حيث يرى أدلة على قيم المؤلف الغربية الأمريكية في الرواية. كان همنغواي معجبًا بالعمل الجاد. لقد صور مصارعي الثيران والعاهرات الذين يعملون لكسب العيش بطريقة إيجابية ولكن بريت التي تعمل بالبغاء بنفسها هي رمز "للحشد الفاسد" الذي يعيش على الأموال الموروثة. جيك الصحفي العامل هو الذي يدفع الفواتير مرارا وتكرارا عندما لا يستطيع أولئك القادرون على الدفع أن يدفعوا. يُظهر همنغواي من خلال تصرفات جيك عدم موافقته على الأشخاص الذين لم يدفعوا. يقول رينولدز إن همنغواي يُظهر المأساة ليس فقط انحطاط حشد مونبارناس بل أيضًا تراجع القيم الأمريكية في تلك الفترة. وهكذا خلق المؤلف بطلاً أميركياً عاجزاً لا حول له ولا قوة. يصبح جيك هو المركز الأخلاقي للقصة. إنه لا يعتبر نفسه أبدًا جزءًا من حشد المغتربين لأنه رجل عامل بالنسبة لجيك الرجل العامل هو شخص أصيل وأصيل وأولئك الذين لا يعملون من أجل لقمة العيش يقضون حياتهم في التظاهر.

### المرأة والحب
كان بريت آشلي المطلق مرتين يمثل المرأة الجديدة المحررة (في عشرينيات القرن العشرين كانت حالات الطلاق شائعة وسهلة الحدوث في باريس). يكتب جيمس ناجل أن همنغواي خلق في رواية بريت واحدة من أكثر النساء إثارة للاهتمام في الأدب الأمريكي في القرن العشرين. إنها من محبي العلاقات الجنسية غير الشرعية وهي من سكان الحياة الليلية والمقاهي الباريسية. في بامبلونا تثير الفوضى : الرجال يشربون كثيرًا ويتقاتلون عليها. كما أنها تغوي مصارع الثيران الشاب روميرو وتصبح سيرسي في المهرجان. يصفها النقاد على نحو متباين بأنها معقدة وغامضة وغامضة يكتب دونالد دايكر أن همنغواي "يعاملها بتوازن دقيق بين التعاطف والنفور". إنها ضعيفة ومتسامحة ومستقلة وهي صفات يضعها همنغواي جنبًا إلى جنب مع النساء الأخريات في الكتاب واللواتي إما أنهن عاهرات أو متسلطات.
ويرى ناجل أن الرواية مأساة. أصبحت العلاقة بين جيك وبريت مدمرة لأن حبهما لا يمكن أن يكتمل. يؤدي الصراع حول بريت إلى تدمير صداقة جيك مع روبرت كوهن كما يؤثر سلوكها في بامبلونا على سمعة جيك التي اكتسبها بشق الأنفس بين الإسبان. ترى مايرز أن بريت هي امرأة تريد ممارسة الجنس دون حب في حين أن جيك لا يستطيع أن يمنحها الحب إلا دون ممارسة الجنس. مع أن بريت تنام مع العديد من الرجال إلا أنها تحب جيك. تكتب دانا فور أن بريت على استعداد لأن يكون مع جيك مع أن إعاقته في "علاقة جنسية غير تقليدية". ويرى نقاد آخرون مثل ليزلي فيدلر ونينا بايم أنها امرأة حقيرة للغاية وترى فيدلر أن بريت واحدة من "الأمثلة البارزة على "نساء العاهرات عند همنغواي إنه جيل ضائع. يشعر جيك بالمرارة تجاه علاقتهما كما هو الحال عندما يقول "أرسل فتاة مع رجل.... الآن اذهب وأعدها. ووقّع البرقية بحب."
يفسر النقاد العلاقة بين جيك وبريت بطرق مختلفة. يقترح دايكر أن سلوك بريت في مدريد بعد مغادرة روميرو وعندما يصل جيك عند استدعائها يعكس عدم أخلاقيتها. يعتقد سكوت دونالدسون أن همنغواي قدم علاقة جيك-بريت بطريقة جعلت جيك يعرف "أنه من خلال وجود بريت كصديق "كان يحصل على شيء مقابل لا شيء" وأنه عاجلاً أم آجلاً سيتعين عليه دفع الفاتورة." يلاحظ دايكر أن بريت تعتمد على جيك لدفع أجرة قطارها من مدريد إلى سان سيباستيان حيث تنضم إلى خطيبها مايك. في إحدى فقرات همنغواي جعل جيك يفكر "لقد تعلمت الكثير عن المرأة من خلال عدم النوم معها." وبحلول نهاية الرواية ومع أن جيك يحب بريت إلا أنه يبدو أنه يخضع لتحول في مدريد عندما يبدأ في الابتعاد عنها. يعتقد رينولدز أن جيك يمثل "الإنسان العادي" وأنه خلال مسار السرد يفقد شرفه وإيمانه وأمله. يرى الرواية كمسرحية أخلاقية حيث يكون جيك هو الشخص الذي يخسر أكثر من غيره.

### مصارعة الثيرانوالمهرجان والطبيعة

همنغواي (بالبنطال الأبيض والقميص الداكن) يقاتل ثورًا في مصارعة الثيران للهواة في مهرجان بامبلونا يوليو 1925

في رواية "ثم تشرق الشمس" يقارن همنغواي بين باريس وبامبلونا وبين جنون المهرجانات وهدوء الريف الإسباني. كانت إسبانيا من بين الدول الأوروبية المفضلة لدى همنغواي فقد اعتبرها مكانًا صحيًا والبلد الوحيد "الذي لم يُدمر بالكامل". وقد تأثر بشدة بمشهد مصارعة الثيران فكتب
إنه ليس وحشي كما أخبرونا دائمًا. إنها مأساة عظيمة وهي أجمل شيء رأيته على الإطلاق وتتطلب شجاعة ومهارة وجرأة أكبر من أي شيء آخر. إنه مثل الحصول على مقعد في حلبة الحرب دون أن يحدث لك أي شيء.
لقد أظهر ما اعتبره نقاءً في ثقافة مصارعة الثيران والتي أطلق عليها اسم شغف وقدمها كأسلوب حياة أصيل على النقيض من عدم أصالة البوهيميين الباريسيين. كان قبول جيك كهاوٍ أمرًا نادرًا بالنسبة لغير الإسبانيين إذ مر جيك بعملية صعبة للحصول على القبول من "زمالة الهواة".
يعتقد آلن جوزيف أن الرواية تركز على مصارعة الثيران وكيفية رد فعل كل شخصية عليها. بريت يغوي مصارع الثيران الشاب كوهن يفشل في الفهم ويتوقع أن يشعر بالملل جيك يفهم تمامًا لأنه وحده يتحرك بين عالم المغتربين غير الأصليين والإسبان الأصليين صاحب الفندق مونتويا هو حارس الإيمان وروميرو هو الفنان في الحلبة فهو بريء وكامل وهو الذي يواجه الموت بشجاعة. تقدم مصارعة الثيران كدراما مثالية يواجه فيها مصارع الثيران الموت مما يخلق لحظة من الوجودية أو العدم والتي تنكسر عندما يهزم الموت بقتل الثور.

أطلق همنغواي على شخصيته اسم روميرو نسبة إلى بيدرو روميرو الذي يظهر هنا في نقش غويا بيدرو روميرو يقتل الثور المتوقف (1816).

يقدم همنغواي مصارعي الثيران كشخصيات بطولية ترقص في حلبة مصارعة الثيران. كان يعتبر حلبة مصارعة الثيران بمثابة حرب ذات قواعد دقيقة على النقيض من فوضى الحرب الحقيقية التي عاشها هو وجيك على حد سواء. يزعم الناقد كينيث كينامون أن روميرو الشاب هو الشخصية المشرفة الوحيدة في الرواية. أطلق همنغواي اسم روميرو على هذا المصارع نسبة إلى بيدرو روميرو مصارع الثيران في القرن الثامن عشر الذي قتل آلاف الثيران بأصعب طريقة : حيث جعل الثور يطعن نفسه بسيفه بينما كان يقف ساكنًا تمامًا. يقول رينولدز إن روميرو الذي يرمز إلى مصارع الثيران الأصيل هو "الشخصية المثالية الوحيدة في الرواية". ويقول جوزيفس إنه عندما غيّر همنغواي اسم روميرو من جيريتا وغرس فيه خصائص روميرو التاريخي غيّر أيضًا المشهد الذي يقتل فيه روميرو ثورًا إلى مشهد استقبال الثور تكريمًا للاسم التاريخي.
قبل وصول المجموعة إلى بامبلونا يقوم جيك وبيل برحلة صيد إلى نهر إيراتي. كما يشير هارولد بلوم يُمثل المشهد فاصلاً بين قسمي باريس وبامبلونا "واحةً خارج الزمن الخطي". على مستوى آخر يعكس "تيار الأدب الأمريكي السائد بدءًا من الحجاج الباحثين عن ملاذ من الاضطهاد الإنجليزي" وهو الموضوع البارز في الأدب الأمريكي وهو الهروب إلى البرية كما هو الحال لدى كوبر وهوثورن وملفيل وتوين وثورو. يُطلق فيدلر على الموضوع اسم "الأرض المقدسة" ويعتقد أن الغرب الأمريكي مُستحضر في رواية "تشرق الشمس أيضًا" من جبال البرانس ويُعطى إشارة رمزية باسم "فندق مونتانا". في كتابات همنغواي تُعتبر الطبيعة مكانًا للجوء والبعث وفقًا لستولتزفوس حيث يكتسب الصياد أو صياد السمك لحظة من السمو في اللحظة التي تُقتل فيها الفريسة. الطبيعة هي المكان الذي يتصرف فيه الرجال بدون النساء : الرجال يصطادون الرجال يصطادون الرجال يجدون الخلاص. في الطبيعة لا يحتاج جيك وبيل إلى مناقشة الحرب لأن تجربتهما في الحرب على نحو متناقض حاضرة دائمًا. تخدم مشاهد الطبيعة كنقطة مقابلة لمشاهد الاحتفالات.
يشرب جميع الشخصيات بكثرة أثناء الحفلة وبشكل عام طوال الرواية. في مقالته "إدمان الكحول في رواية همنغواي ثم تشرق الشمس " يقول ماتس ديوس إن الشخصيات الرئيسية تعاني من ميول كحولية مثل الاكتئاب والقلق وعدم الكفاءة الجنسية. يكتب أن شفقة جيك على نفسه هي أحد أعراض إدمان الكحول كما هو الحال مع سلوك بريت الخارج عن السيطرة. يعتقد ويليام بالاسي أن جيك يشرب الخمر ليتجنب مشاعره تجاه بريت وخاصة في مشاهد مدريد في النهاية حيث يشرب ثلاثة أكواب من المارتيني قبل الغداء وثلاث زجاجات من النبيذ مع الغداء. ومع ذلك يعتقد رينولدز أن شرب الكحول له أهمية في ظل السياق التاريخي لحظر الكحول في الولايات المتحدة. إن أجواء الاحتفال تميل إلى السُكر ولكن درجة الاحتفال بين الأميركيين تعكس أيضاً رد فعل ضد الحظر. بيل الذي يزورنا من الولايات المتحدة يشرب في باريس وأسبانيا. نادرًا ما يكون جيك في حالة سكر في باريس حيث يعمل ولكن في إجازته في بامبلونا يشرب باستمرار. يقول رينولدز إن الحظر أدى إلى انقسام المواقف بشأن الأخلاق وفي الرواية أوضح همنغواي كراهيته للحظر.

### الذكورة والجنس
وقد رأى النقاد أن جيك يمثل بشكل غامض رجولة همنغواي. على سبيل المثال في مشهد البار في باريس جيك غاضب من بعض الرجال المثليين. يشير الناقد إيرا إليوت إلى أن همنغواي كان ينظر إلى المثلية الجنسية باعتبارها أسلوب حياة غير أصيل وأنه يربط جيك بالرجال المثليين لأنه مثلهم لا يمارس الجنس مع النساء. يُظهر غضب جيك كراهيته لنفسه بسبب عدم أصالته وافتقاره إلى الرجولة. لقد ضاع إحساسه بالهوية الذكورية فهو أقل من رجل. يتساءل إليوت عما إذا كان جرح جيك ربما يدل على المثلية الجنسية الكامنة وليس مجرد فقدان الرجولة ومع ذلك فإن التركيز في الرواية هو على اهتمام جيك بالنساء. وقد وصفت كتابات همنغواي بأنها معادية للمثليين بسبب اللغة التي تستخدمها شخصياته. على سبيل المثال في مشاهد الصيد يعترف بيل بحبه لجيك لكنه يواصل حديثه قائلاً : "لا أستطيع أن أخبرك بذلك في نيويورك. فهذا يعني أنني مثلي الجنس."
وعلى النقيض من رجولة جيك المضطربة يمثل روميرو هوية ذكورية مثالية مبنية على الثقة بالنفس والشجاعة والكفاءة. لاحظ آل ديفيدسون أن بريت منجذب إلى روميرو لهذه الأسباب وتكهنوا بأن جيك ربما يحاول تقويض ذكورة روميرو من خلال جلب بريت إليه وبالتالي التقليل من مكانته المثالية.
وقد قام النقاد بدراسة قضايا الخطأ في تحديد الجنس السائدة في الكثير من أعمال همنغواي. كان مهتمًا بالموضوعات المتعلقة بالجنسين كما يتضح من تصويره للرجال الأنثويين والنساء الصبيانيات. في رواياته غالبًا ما يكون شعر المرأة ذا أهمية رمزية ويُستخدم للإشارة إلى الجنس. بريت بشعرها القصير خنثوية وتُقارن بالفتى إلا أن الغموض يكمن في وصفها بأنها "امرأة فاتنة الجمال". بينما ينجذب جيك إلى هذا الغموض ينفر منه روميرو. التزامًا بقواعده الأخلاقية الصارمة فهو يريد شريكة أنثوية ويرفض بريت لأنها من بين أمور أخرى لا تريد أن ينمو شعرها.

### معاداة السامية
وقد وُصف همنغواي بأنه معادٍ للسامية ولا سيما بسبب تصويره لشخصية روبرت كوهن في الكتاب. غالبًا ما تشير الشخصيات الأخرى إلى كوهن باعتباره يهوديًا ومرة واحدة باعتباره " يهوديًا ". تجوهل من قبل الأعضاء الآخرين في المجموعة ووصف بأنه "مختلف" غير قادر أو غير راغب في فهم الحفل والمشاركة فيه. لم يكن كوهن جزءًا من المجموعة أبدًا منفصلًا بسبب اختلافه أو إيمانه اليهودي. علق باري جروس مقارنًا بين الشخصيات اليهودية في أدب تلك الفترة قائلاً : "لم يدع همنغواي القارئ ينسى أبدًا أن كوهن يهودي وليس شخصية غير جذابة لأنها يهودية بل شخصية غير جذابة لأنها يهودية". تتكهن ناقدة همنغواي جوزفين كنوبف بأن همنغواي ربما أراد تصوير كوهن على أنه " شليميل " (أو أحمق) لكنها تشير إلى أن كوهن يفتقر إلى خصائص الشليميل التقليدي.
يستند كوهن إلى هارولد لوب وهو كاتب زميل تنافس مع همنغواي على عاطفة داف السيدة تويسدن (الإلهام الحقيقي لبريت). يكتب كاتب السيرة الذاتية مايكل رينولدز أنه في عام 1925 كان ينبغي على لوب أن يرفض دعوة همنغواي للانضمام إليهم في بامبلونا. قبل الرحلة كان حبيب داف وصديق همنغواي وخلال كارثة الحفلة فقد صداقة داف وهيمنغواي. استخدم همنغواي لوب كأساس لشخصية يتذكرها الناس في المقام الأول باعتبارها "يهوديًا ثريًا".

### خيبة الأمل
تعكس رواية "ثم تشرق الشمس " خيبة الأمل الشاملة التي عانى منها " الجيل الضائع " في أعقاب الحرب العالمية الأولى. تصور الرواية عالمًا تعجز فيه مصادر المعنى التقليدية الدين والعمل والحب عن توفير الرضا الدائم تاركةً الشخصيات حبيسة دوامة من عدم الرضا. يكافح جيك بارنز ورفاقه المغتربون من أجل العثور على هدف في عالم حديث يتميز بالخسارة واليأس. ويشير همنغواي إلى أن الاستجابة الوحيدة القابلة للتطبيق لهذه الأزمة الوجودية هي القبول الصارم للمأساة المتأصلة في الحياة. إن نثره المقتضب وتركيزه على الإغفال يسلط الضوء على الموضوعات الأساسية للرغبات المكبوتة والانفصال العاطفي.

## أسلوب الكتابة
تشتهر الرواية بأسلوبها والذي يوصف بشكل متنوع بأنه حديث أو صارم أو بسيط. ككاتب مبتدئ وصحفي في باريس لجأ همنغواي إلى عزرا باوند الذي كان يتمتع بسمعة باعتباره "وزيرًا غير رسمي للثقافة يعمل كقابلة للمواهب الأدبية الجديدة" لوضع العلامات والحبر الأزرق على قصصه القصيرة. من باوند تعلم همنغواي الكتابة بأسلوب الحداثة : استخدم التقليل من شأن الأمور وتخلص من العاطفية وقدم صورًا ومشاهد بدون تفسيرات للمعنى وأبرزها في خاتمة الكتاب حيث تُركت احتمالات مستقبلية متعددة لبريت وجيك. يكتب الباحث أندرس هالينجرين أنه بما أن همنغواي تعلم من باوند "عدم الثقة بالصفات" فقد خلق أسلوبًا "يتوافق مع الجماليات والأخلاقيات لرفع درجة الحرارة العاطفية نحو مستوى الحقيقة العالمية من خلال إغلاق الباب أمام العاطفة على الذات".

نصح ف. سكوت فيتزجيرالد همنغواي بأن "يترك أحداث الكتاب تتكشف بين شخصياته". كتبت ليندا فاغنر-مارتن الباحثة في أعمال همنغواي أن همنغواي باتباعه نصيحة فيتزجيرالد أنتج روايةً بدون راوٍ رئيسي : "كان كتاب همنغواي متقدمًا بخطوة لقد كان روايةً حداثية". عندما نصح فيتزجيرالد همنغواي بحذف 2500 كلمة على الأقل من مقدمة الرواية التي كانت بطول 30 صفحة أرسل همنغواي برقية إلى الناشرين يطلب منهم حذف الصفحات الثلاثين الأولى تمامًا. وكانت النتيجة رواية بدون نقطة بداية محددة والتي اعتبرت منظورًا حديثًا وحظيت بقبول نقدي جيد.
يعتقد فاغنر مارتن أن همنغواي ربما كان يرغب في وجود بطل ضعيف أو سلبي كما حددته إديث وارتون لكنه لم تكن لديه أي خبرة في خلق بطل أو شخصية رئيسية. في تلك المرحلة كانت قصصه الخيالية تتكون من قصص قصيرة للغاية ولم تتضمن أي منها بطلاً. تغير البطل أثناء كتابة رواية "ثم تشرق الشمس" : أولًا أصبح مصارع الثيران هو البطل ثم كوهن ثم بريت وأخيرًا أدرك همنغواي أنه "ربما لا يوجد بطل على الإطلاق. ربما تكون القصة أفضل بدون بطل". يعتقد بالاسي أن همنغواي باستبعاده شخصيات أخرى من دور البطل الرئيسي قد أدخل جيك بشكل غير مباشر في دور بطل الرواية.
باعتبارها رواية مفتاحية استندت شخصيات الرواية على أشخاص أحياء مما تسبب في فضيحة في مجتمع المغتربين. يكتب كاتب سيرة همنغواي كارلوس بيكر أن "الانتشار الشفهي للكتاب" ساعد في زيادة المبيعات. حاول المغتربون الباريسيون بكل سرور مطابقة الشخصيات الخيالية مع الهويات الحقيقية. علاوة على ذلك يكتب أن همنغواي استخدم نماذج أولية يمكن العثور عليها بسهولة في الحي اللاتيني كأساس لشخصياته. حددت المسودة الأولية الشخصيات من خلال نظرائهم الأحياء كانت شخصية جيك تسمى هيم وكانت شخصية بريت تسمى داف.

مع أن الرواية مكتوبة بأسلوب صحفي إلا أن فريدريك سفوبودا يكتب أن الشيء اللافت للنظر في العمل هو "مدى سرعة ابتعاده عن السرد البسيط للأحداث". يعتقد جاكسون بنسون أن همنغواي استخدم التفاصيل الذاتية كأدوات تأطير للحياة بشكل عام. على سبيل المثال يقول بنسون إن همنغواي استخلص تجاربه من سيناريوهات "ماذا لو" : "ماذا لو جُرحتُ جروحًا تمنعني من النوم ليلًا؟ ماذا لو جُرحتُ وجننتُ ماذا سيحدث لو أُعيدتُ إلى الجبهة؟" كان همنغواي يؤمن بأن الكاتب يستطيع وصف شيء ما بينما يحدث شيء مختلف تمامًا تحت السطح وهو نهج أطلق عليه نظرية الجبل الجليدي أو نظرية الإغفال.
يقول بالاسي إن همنغواي طبق نظرية الجبل الجليدي في رواية "ثم تشرق الشمس" بشكل أفضل من أي من أعماله الأخرى من خلال تحرير المواد غير ذات الصلة أو ترك فجوات في القصة عمدًا. أدلى بملاحظات تحريرية في المخطوطة تُظهر رغبته في كسر قيود نصيحة جيرترود شتاين باستخدام "كتابة واضحة ومنضبطة". في المسودة الأولى تبدأ أحداث الرواية في بامبلونا لكن همنغواي نقل موقع الافتتاح إلى باريس لأنه رأى أن حياة مونبارناس ضرورية كنقطة مقابلة للأحداث اللاحقة في إسبانيا. كتب عن باريس بإسهاب قاصدًا "ألا يقتصر على النظريات الأدبية للآخرين بل أن يكتب بطريقته الخاصة وربما يفشل". وأضاف استعارات لكل شخصية : مشاكل مايك المالية وارتباط بريت بأسطورة سيرس وارتباط روبرت بالثور المنعزل. ولم يكن الأمر كذلك إلا بعد عملية المراجعة حيث قام بتقليص القصة وإزالة التفسيرات غير الضرورية وتقليل المقاطع الوصفية وتجريد الحوار وكل ذلك أدى إلى إنشاء "قصة معقدة ولكن مضغوطة بإحكام".
قال همنغواي إنه تعلم ما يحتاجه كأساس لكتاباته من ورقة الأسلوب لصحيفة كانساس سيتي ستار حيث عمل كمراسل مبتدئ. يقول الناقد جون ألدريدج أن الأسلوب البسيط نتج عن اعتقاد همنغواي بأن الكتابة الأصيلة تتطلب اختيار كل كلمة بعناية لبساطتها وأصالتها وتحمل قدرًا كبيرًا من الثقل. يكتب ألدريدج أن أسلوب همنغواي "الذي يعتمد على الحد الأدنى من الكلمات البسيطة التي تبدو وكأنها مضغوطة على الصفحة في مواجهة إكراه كبير على الصمت يخلق انطباعًا بأن هذه الكلمات ولو فقط بسبب قلة عددها مقدسة". في باريس كان همنغواي يجرب عروض ترجمة الملك جيمس للكتاب المقدس حيث كان يقرأ بصوت عالٍ مع صديقه جون دوس باسوس. ومن أسلوب النص الكتابي تعلم بناء نثره تدريجيًا حيث يبني الفعل في الرواية جملة بعد جملة ومشهدًا بعد مشهد وفصلًا بعد فصل.

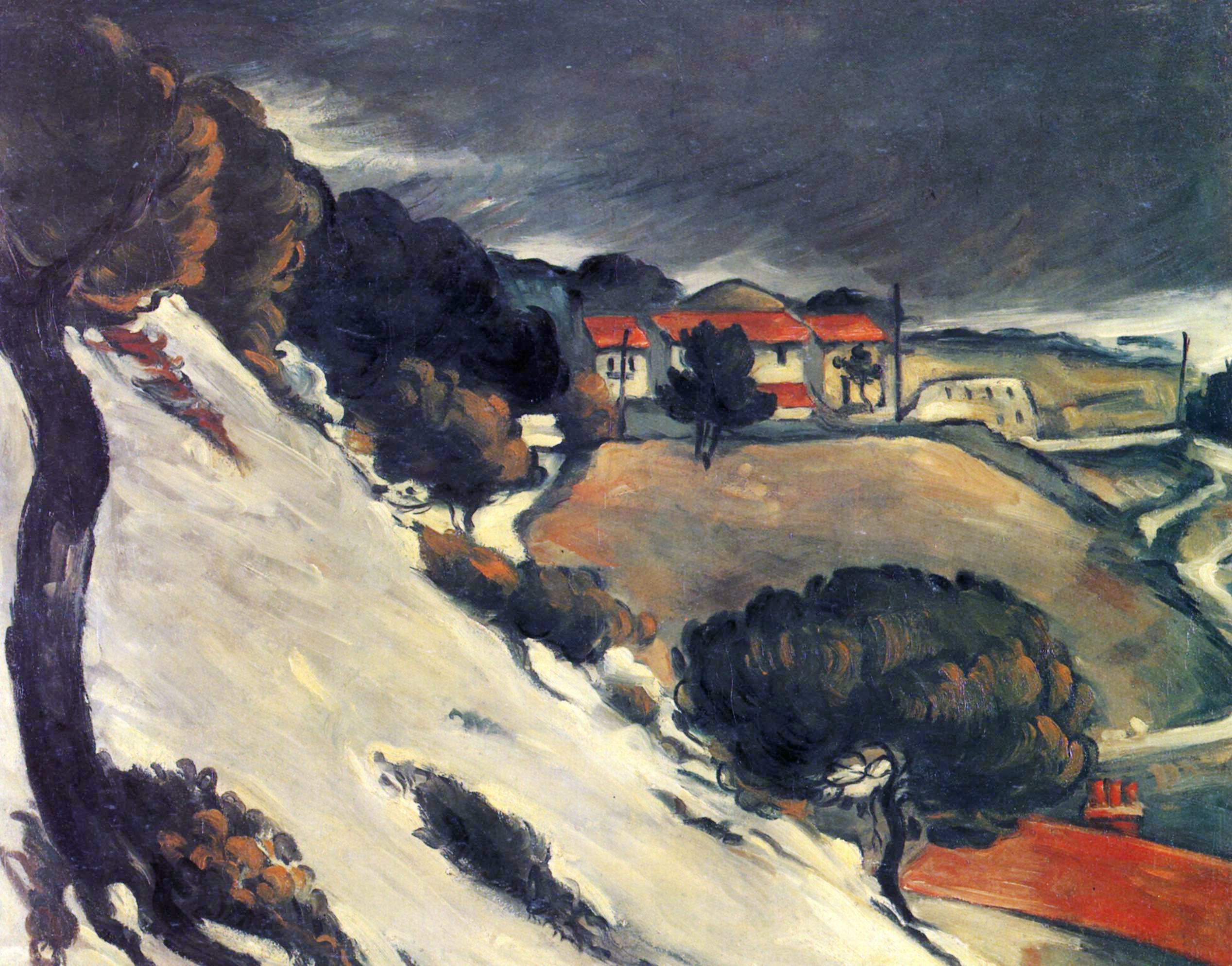
بول سيزان ليستاك ذوبان الثلج ج. 1871. يقارن الكاتب رونالد بيرمان بين معالجة سيزان لهذا المشهد الطبيعي والطريقة التي يضفيها همنغواي على نهر إيراتي نسيجًا عاطفيًا. في كلا العملين يعتبر المشهد الطبيعي عنصرًا شخصيًا يراه كل شخصية بشكل مختلف.

إن بساطة أسلوبه خادعة. يكتب بلوم أن الاستخدام الفعال للباراتاكسيس هو الذي يرتقي بنثر همنغواي. بالاستعانة بالكتاب المقدس وولت ويتمان ومغامرات هكلبيري فين كتب همنغواي بأسلوب التقليل المتعمد من أهمية الأحداث كما أدرج بشكل كبير أسلوب الباراتاكسيس والذي أصبح في بعض الحالات سينمائيًا تقريبًا. وقد صاغ جملته الهيكلية استجابة لملاحظة هنري جيمس بأن الحرب العالمية الثانية كانت بمثابة بداية لعصر جديد من الحروب. تقول الباحثة زوي ترود المتخصصة في أعمال همنغواي والتي كتبت أن أسلوبه يشبه الواقع الفوتوغرافي "متعدد البؤر" : "لقد استخدمت الكلمات". إن بناء الجملة الذي يفتقر إلى حروف العطف التابعة يخلق جملًا ثابتة. إن أسلوب "اللقطة الفوتوغرافية" ينشئ مجموعة من الصور المجمعة. يحذف همنغواي علامات الترقيم الداخلية (النقطتان والفاصلة المنقوطة والشرطات والأقواس) لصالح الجمل الإخبارية القصيرة والتي تهدف إلى البناء مع بناء الأحداث لخلق شعور بالكل. ويستخدم أيضًا تقنيات مشابهة للسينما مثل الانتقال السريع من مشهد إلى آخر أو ربط مشهد بمشهد آخر. إن الإغفالات المتعمدة تسمح للقارئ بملء الفجوة كما لو كان يستجيب لتعليمات المؤلف وإنشاء نثر ثلاثي الأبعاد. يكتب كاتب السيرة الذاتية جيمس ميلو ‏ أن مشاهد مصارعة الثيران تُعرض بوضوح ودقة تستحضر إحساسًا بفيلم إخباري.
ويستخدم همنغواي أيضًا الألوان وتقنيات الفنون البصرية لنقل النطاق العاطفي في أوصافه لنهر إيراتي. في كتابه "ترجمة الحداثة : فيتزجيرالد وهيمنجواي" يقارن رونالد بيرمان بين معالجة هيمنجواي للمناظر الطبيعية ومعالجة الرسام ما بعد الانطباعية بول سيزان. في مقابلة عام ١٩٤٩ أخبر همنغواي ليليان روس أنه تعلم من سيزان كيفية "رسم المناظر الطبيعية". وفي مقارنته الكتابة بالرسم قال لها : "هذا ما نحاول فعله في الكتابة هذا وذاك والغابات والصخور التي علينا تسلقها". يُرى المشهد الطبيعي بشكل ذاتي وجهة نظر المشاهد هي الأهم. بالنسبة لجيك فإن المناظر الطبيعية "تعني البحث عن شكل صلب لم يكن حاضرًا وجوديًا في حياته في باريس."

## استقبال
يمكن القول إن أول رواية كتبها همنغواي كانت الأفضل والأهم وقد اعتبرت رواية حداثية أيقونية مع أن رينولدز يؤكد أن همنغواي لم يكن حداثيًا من الناحية الفلسفية. في الكتاب جسدت شخصياته جيل المغتربين بعد الحرب للأجيال القادمة. وقد حظي بمراجعات إيجابية لمجموعته القصصية " في عصرنا " والتي كتب عنها إدموند ويلسون : "كان نثر همنغواي من الطراز الأول". وكانت تعليقات ويلسون كافية لجذب الانتباه إلى الكاتب الشاب.
وقد حصلت على مراجعات جيدة من العديد من المنشورات الكبرى. كتب كونراد إيكين في صحيفة نيويورك هيرالد تريبيون "إذا كان هناك حوار أفضل يمكن كتابته اليوم فأنا لا أعرف أين أجده" وكتب بروس بارتون في صحيفة الأتلانتيك أن همنغواي "يكتب كما لو أنه لم يقرأ كتابات أي شخص من قبل كما لو أنه صاغ فن الكتابة بنفسه"، وأن الشخصيات "حقيقية وحية بشكل مذهل".
لكن نقادًا آخرين لم يعجبهم الرواية. يعتقد ناقد نيشن أن أسلوب همنغواي الصارم كان أكثر ملاءمة للقصص القصيرة المنشورة في كتاب "في عصرنا" من روايته. في كتابه "الجماهير الجديدة" تساءل صديق همنغواي جون دوس باسوس : "ما الذي يحدث للكتابة الأمريكية هذه الأيام؟ سيتعين على الشباب القليلين غير الحزينين من هذا الجيل الضائع أن يبحثوا عن طريقة أخرى للعثور على أنفسهم غير تلك المشار إليها هنا". كتب إلى همنغواي اعتذارًا خاصًا عن المراجعة. كتب مراجع صحيفة شيكاغو ديلي تريبيون عن الرواية : "إن رواية ثم تشرق الشمس هي نوع من الكتب التي تجعل هذا المراجع غاضبًا على الأقل تقريبًا". لم تعجب بعض المراجعين الشخصيات ومن بينهم مراجع الطلب الذي اعتقد أن الشخصيات سطحية وتافهة واعتبرت الأمة وأثينيوم الشخصيات مملة والرواية غير مهمة. كتب مراجع صحيفة سينسيناتي إنكوايرر عن الكتاب أنه "لا يبدأ في أي مكان وينتهي بلا شيء".
عائلة همنغواي كرهت ذلك. كانت والدته جريس همنغواي تشعر بالحزن لأنها لم تستطع مواجهة الانتقادات في فصل دراسة الكتب المحلي حيث قيل إن ابنها "كان يمارس الدعارة بقدرة كبيرة" إلى أدنى الاستخدامات" أعربت عن استيائها في رسالة له.
مع ذلك حقق الكتاب مبيعات جيدة وبدأت الشابات بتقليد بريت بينما رغب الطلاب الذكور في جامعات آيفي ليج في أن يصبحوا "أبطال همنغواي". شجعت دار نشر سكريبنر الدعاية وسمحت لهمنغواي بأن "يصبح ظاهرة أمريكية صغيرة" شخصية مشهورة لدرجة أن طلاقه من ريتشاردسون وزواجه من فايفر جذبا انتباه وسائل الإعلام.
يعتقد رينولدز أن رواية "ثم تشرق الشمس" ربما تكون قد كُتبت في عام 1925 تقريبًا : فقد التقطت بشكل مثالي الفترة بين الحرب العالمية الثانية وبداية الحرب العالمية الثانية. أنا والكساد الأعظم وخُلِّدت مجموعة من الشخصيات. في السنوات التي تلت نشرها تعرضت الرواية لانتقادات بسبب معاداتها للسامية كما هو موضح في شخصية روبرت كوهن. يوضح رينولدز أنه مع شكوى الناشرين إلى همنغواي بشأن وصفه للثيران فقد سمحوا له باستخدام الألقاب اليهودية وهو ما أظهر مدى قبول معاداة السامية في الولايات المتحدة بعد الحرب العالمية الثانية. من الواضح أن همنغواي يجعل كوهن شخصية غير محبوبة ليس فقط كشخصية ولكن كشخصية يهودية. اعتبر النقاد في السبعينيات والثمانينيات من القرن العشرين أن همنغواي كان كارهًا للنساء وكارهًا للمثليين وبحلول التسعينيات من القرن العشرين بدأت أعماله بما في ذلك "ثم تشرق الشمس " تتلقى إعادة نظر نقدية من قبل الباحثات.

## الإرث والتكيفات
ظلت أعمال همنغواي تحظى بشعبية كبيرة في النصف الثاني من القرن وبعد انتحاره في عام 1961. خلال سبعينيات القرن العشرين استقطب فيلم ثم تشرق الشمس ما أطلق عليه بيجل الجيل الضائع من عصر فيتنام. ويكتب ألدريدج أن رواية "ثم تشرق الشمس" احتفظت بجاذبيتها لأن الرواية تتحدث عن الشباب. تعيش الشخصيات في أجمل مدينة في العالم ويقضون أيامهم في السفر وصيد الأسماك والشرب وممارسة الحب والاستمتاع عمومًا بشبابهم. يعتقد أن الكتاب المغتربين في عشرينيات القرن العشرين يجذبون هذا السبب لكن همنغواي كان الأكثر نجاحًا في التقاط الوقت والمكان في رواية ثم تشرق الشمس .
يقول بلوم إن بعض الشخصيات لم تصمد أمام اختبار الزمن ويكتب أن القراء المعاصرين يشعرون بعدم الارتياح إزاء المعالجة المعادية للسامية لشخصية كوهن وإضفاء طابع رومانسي على مصارع الثيران. علاوة على ذلك ينتمي بريت ومايك بشكل فريد إلى عصر الجاز ولا ينتميان إلى العصر الحديث. يعتقد بلوم أن الرواية تنتمي إلى مجموعة الأدب الأمريكي بسبب صفاتها الشكلية : نثرها وأسلوبها.
لقد جعلت الرواية همنغواي مشهورًا وألهمت النساء الشابات في جميع أنحاء أمريكا لارتداء الشعر القصير والسترات الصوفية مثل البطلة والتصرف مثلها أيضًا وغيرت أسلوب الكتابة بطرق يمكن رؤيتها في أي مجلة أمريكية نُشرت في العشرين عامًا التالية. وفي كثير من النواحي أصبح النثر المختصر في الرواية نموذجًا للكتابة الأمريكية في القرن العشرين. يكتب ناجل أن " ثم تشرق الشمس كانت حدثًا أدبيًا دراميًا ولم تتضاءل آثاره على مر السنين".
أدى نجاح فيلم ثم تشرق الشمس إلى اهتمام برودواي وهوليوود. في عام 1927 أراد منتجان من برودواي تكييف القصة للمسرح ولكن لم يقدما أي عروض فورية. فكر همنغواي في تسويق القصة مباشرة إلى هوليوود وأخبر محرره ماكس بيركنز أنه لن يبيعها بأقل من 30 ألف دولار وهو المال الذي أراد أن تحصل عليه زوجته المنفصلة عنه هادلي ريتشاردسون. اعتقد كونراد إيكين أن الكتاب كان مثاليًا لتحويله إلى فيلم بسبب قوة الحوار فقط. لم يرى همنغواي مسرحية أو فيلمًا مقتبسًا في أي وقت قريب : باع حقوق الفيلم لشركة صور ار كي او في عام 1932 ولكن في عام 1956 فقط كيفت الرواية إلى فيلم يحمل نفس الاسم. كتب بيتر فيرتل السيناريو. لعب تايرون باور دور جيك أمام آفا جاردنر في دور بريت وإرول فلين في دور مايك. ذهبت العائدات إلى ريتشاردسون.
كتب همنغواي المزيد من الكتب عن مصارعة الثيران : نُشر كتاب "الموت في فترة ما بعد الظهر" في عام 1932 ونُشر كتاب "الصيف الخطير" بعد وفاته في عام 1985. ساعدت تصويراته لبامبلونا بدءًا من لوحة "ثم تشرق الشمس" في الترويج للجري السنوي للثيران في مهرجان القديس فيرمين.

## مقالات ذات علاقة
- العجوز والبحر
- لمن تقرع الأجراس

## الملاحظات
1. ↑  لم تُوجَّه لرواية "سيول الربيع" انتقادات أكاديمية تُذكر، إذ تُعتبر أقل أهمية من أعمال همنغواي اللاحقة. انظر أوليفر (١٩٩٩)، ٣٣٠.
2. ↑  ربما استخدم همنغواي هذا المصطلح عنوانًا مبكرًا للرواية، وفقًا لكاتب السيرة جيمس ميلو. يعود أصل المصطلح إلى ملاحظة بالفرنسية وجهها صاحب ورشة لجيرترود شتاين، متحدثًا عن أولئك الذين شاركوا في الحرب: "إنه جيل ضائع" (حرفيًا، إنهم جيل ضائع). انظر ميلو (1992)، 309.
3. ↑  كتب همنغواي جزءًا من جزء ثانٍ غير منشور، حيث يلتقي جيك وبريت في حانة دينغو بباريس. ويرافق بريت مايك كامبل. انظر دايكر (٢٠٠٩)، ٨٥.
4. ↑  استخدم جملًا قصيرة. استخدم فقرات أولى قصيرة. استخدم لغة إنجليزية قوية. كن إيجابيًا، لا سلبيًا.